# Oxalis confertifolia
Oxalis confertifolia är en harsyreväxtart som först beskrevs av Carl Ernst Otto Kuntze, och fick sitt nu gällande namn av Paul Erich Otto Wilhelm Knuth. Oxalis confertifolia ingår i släktet oxalisar, och familjen harsyreväxter. Inga underarter finns listade i Catalogue of Life.